# Jan Malten

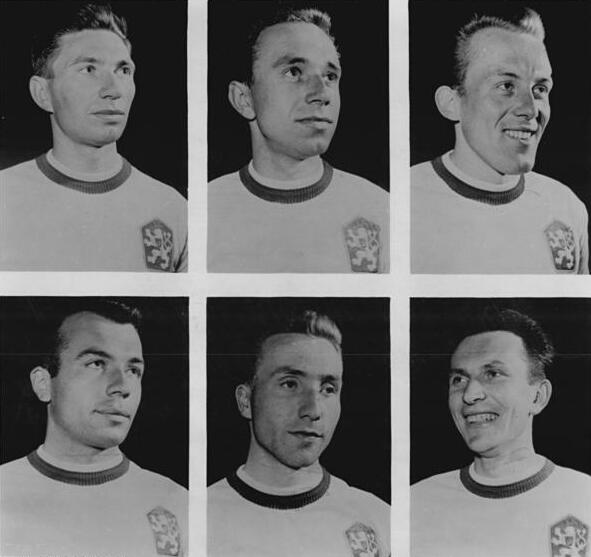
von links nach rechts: Rudolf Revay, Zdenek Hasman, Vojtěch Pecina; untere Reihe: Ladislav Heller, Jan Malten, František Jursa

Jan Malten (* 19. Oktober 1935) ist ein ehemaliger tschechoslowakischer Radrennfahrer.

## Sportliche Laufbahn
Malten wurde 1959 Zweiter der Slowakei-Rundfahrt hinter Lothar Höhne. 1961 war er in der Lidice-Rundfahrt siegreich und holte einen Etappensieg im Milk Race, das er auf dem 15. Platz beendete.
1963 wurde er Zweiter der nationalen Meisterschaft im Straßenrennen hinter dem Sieger Zdeněk Hasman.
Bei den UCI-Straßen-Weltmeisterschaften 1961 wurde er im Einzelrennen 53.
Die Internationale Friedensfahrt fuhr er viermal. 1958 wurde er 62., 1960 36., 1961 25. und 1962 44. der Gesamtwertung.